# Leopoldo II da Bélgica
Leopoldo II (Bruxelas, 9 de abril de 1835 — Laeken, 17 de dezembro de 1909) foi o segundo Rei dos Belgas de 1865 até sua morte em 1909. Foi também soberano do Estado Livre do Congo (1884-1908). Era o segundo filho do rei Leopoldo I e da princesa Luísa de Orléans, a filha mais velha do rei Luís Filipe I da França. Primo-irmão da rainha Vitória do Reino Unido, sua irmã mais nova era a imperatriz Carlota do México.
O regime da colônia africana de Leopoldo II, o Estado Livre do Congo, tornou-se um dos escândalos internacionais mais infames da virada do século XIX para o século XX. O relatório de 1904, escrito pelo cônsul britânico Roger Casement, levou à prisão e à punição de oficiais brancos que tinham sido responsáveis por matanças a sangue frio durante uma expedição de coleta de borracha em 1903 (incluindo um indivíduo belga que matou a tiros pelo menos 122 congoleses).
O Estado Livre do Congo incluiu uma área inteira hoje conhecida por República Democrática do Congo. Amigo de Henry Morton Stanley, o rei pediu a ele que o ajudasse a dar entrada à petição do território. Leopoldo administrou-o como sua possessão privada, considerando-se um empresário astuto e tendo passado uma semana em Sevilha para estudar os registros espanhóis de seu comércio com as suas colônias da América Latina.

## Família
Leopoldo foi o segundo filho do rei Leopoldo I da Bélgica, antigo príncipe de Saxe-Coburgo-Gota, e da princesa Luísa Maria d'Orleães. O seu pai tinha sido já casado com a princesa Carlota de Gales, filha do rei Jorge IV do Reino Unido, mas esta acabou por morrer ao dar à luz o único filho do casal, um bebé que nasceu morto.
O príncipe tinha um irmão mais velho, o príncipe Luís Filipe, Príncipe Herdeiro da Bélgica, mas este morreu com apenas dez meses de idade, em maio de 1834, quase um ano antes de Leopoldo nascer. Tinha também um irmão mais novo, o príncipe Filipe, Conde de Flandres, casado com a princesa Maria Luísa de Hohenzollern-Sigmaringen e pai do futuro rei Alberto I da Bélgica. Também tinha uma irmã mais nova, a princesa Carlota, casada com o arquiduque Maximiliano da Áustria, irmão do imperador Francisco José I da Áustria. Mais tarde Maximiliano tornar-se-ia imperador do México durante o Segundo Império Mexicano, fazendo de Carlota a segunda imperatriz consorte no geral do México (após apenas a primeira: a imperatriz consorte Ana-María de Huarte y Muñiz).

## Casamento
No dia 22 de agosto de 1853, em Bruxelas, Leopoldo II desposou a arquiduquesa Maria Henriqueta da Áustria (1836–1902), com quem teve quatro filhos:
1. Luísa Maria da Bélgica (18 de fevereiro de 1858 – 1 de março de 1924), casada com o príncipe Fernando Filipe de Saxe-Coburgo-Gota; com descendência.
2. Leopoldo, Duque de Brabante (12 de junho de 1859 – 22 de janeiro de 1869), morreu aos nove anos de idade de pneumonia.
3. Estefânia da Bélgica (21 de maio de 1864 – 23 de agosto de 1945), casada com o príncipe-herdeiro Rudolfo da Áustria; com descendência. Casada depois com o conde Elemér Lónyay de Nagy-Lónya et Vásáros-Namény.
4. Clementina da Bélgica (30 de julho de 1872 - 8 de março de 1955), casada com o príncipe Vítor Bonaparte; com descendência.

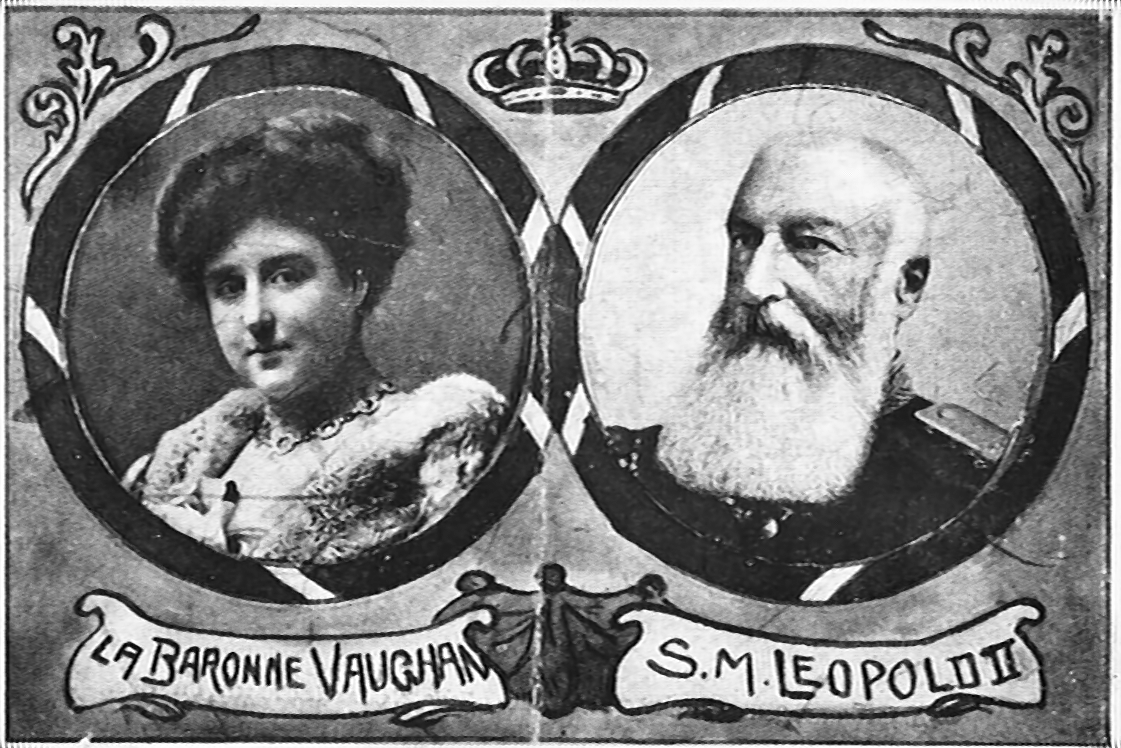
A baronesa de Vaughan e o rei (1909).

Leopoldo II também teria sido pai de dois filhos ilegítimos, Lucien Philippe Marie Antoine (1906–1984) e Philippe Henri Marie François (1907–1914), cuja mãe era Blanche Zélia Joséphine Delacroix (1883–1948), mais conhecida como Caroline Lacroix. Os dois se conheceram em 1899, quando Blanche tinha apenas 16 anos e o rei já era sexagenário. Leopoldo daria a ela o título de "Baronesa de Vaughan", e os dois se casariam secretamente dez anos depois, em 14 de dezembro de 1909, no Castelo Real de Laeken Em 1910, os dois filhos foram adotados por Antoine Durrieux, segundo marido de Delacroix.
Diz-se que Leopoldo II era cliente da casa de sadomasoquismo "Rose Cottage", de Mary Jeffries, em Hampstead, um subúrbio de Londres.

## Tentativa de assassinato
No dia 15 de novembro de 1902, ao final da cerimônia em memória da falecida consorte de Leopoldo II, o anarquista italiano Gennaro Rubino tentou assassinar o rei, que estava em uma carruagem. Três tiros foram disparados, mas todos erraram o alvo de Rubino, o qual foi preso imediatamente.

## Reinado

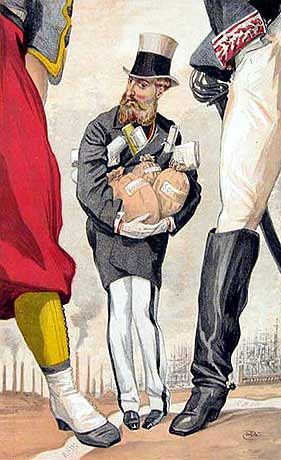
Caricatura de Leopoldo II publicada na revista inglesa Vanity Fair. Reconhecido pelas potências europeias como soberano do Estado Livre do Congo em 1885, o rei constituiu, em 15 de abril de 1891, a Companhia do Catanga para explorar a borracha.

Durante o reinado de Leopoldo na Bélgica, ocorreram importantes mudanças políticas e sociais. Os liberais governaram de 1857 a 1880, criando escolas públicas gratuitas e obrigatórias, enquanto o Partido Católico recuperou o apoio às escolas religiosas. Surgiu o Partido Trabalhista Belga em 1885, e o sufrágio universal masculino foi adotado em 1893, após várias reformas sociais, como direitos aos trabalhadores e leis contra o trabalho infantil. Leopoldo teve dificuldades com o conflito linguístico, mas seu sobrinho Balduíno conquistou popularidade entre os flamengos. A Constituição foi revisada em 1893, introduzindo o voto universal masculino e o sistema de representação proporcional. Leopoldo também focou na defesa militar, fortalecendo as fortificações e preservando a neutralidade do país durante conflitos. Seu imperialismo tinha um forte componente econômico, buscando lucro através da exploração, mas também motivado por um desejo de prosperidade para a Bélgica.
Leopoldo II deu ênfase à defesa militar como base da neutralidade da Bélgica, mas não foi capaz de obter a lei de conscrição. Apesar de ter sido impopular, Leopoldo II é lembrado pelo povo belga como "O rei construtor" (em neerlandês: Koning-Bouwer; em francês: le Roi-Bâtisseur), porque mandou construir um grande número de edifícios e projetos públicos, principalmente em Bruxelas, Oostende e Antuérpia.
Entre as construções estão as estufas reais nos terrenos do Castelo de Laeken, a Torre Japonesa, o Pavilhão Chinês, o Museu do Congo em Tervuren (hoje chamado Museu Real da África Central), o Parc du Cinquantenaire, em Bruxelas, e a estação de trem de Antuérpia. Ele também construiu a Villa Les Cèdres, em Saint-Jean-Cap-Ferrat, na Riviera Francesa. A villa é atualmente um jardim botânico. Tais construções foram todas realizadas com o dinheiro proveniente do Estado Livre do Congo.

### Exploração colonial e atrocidades

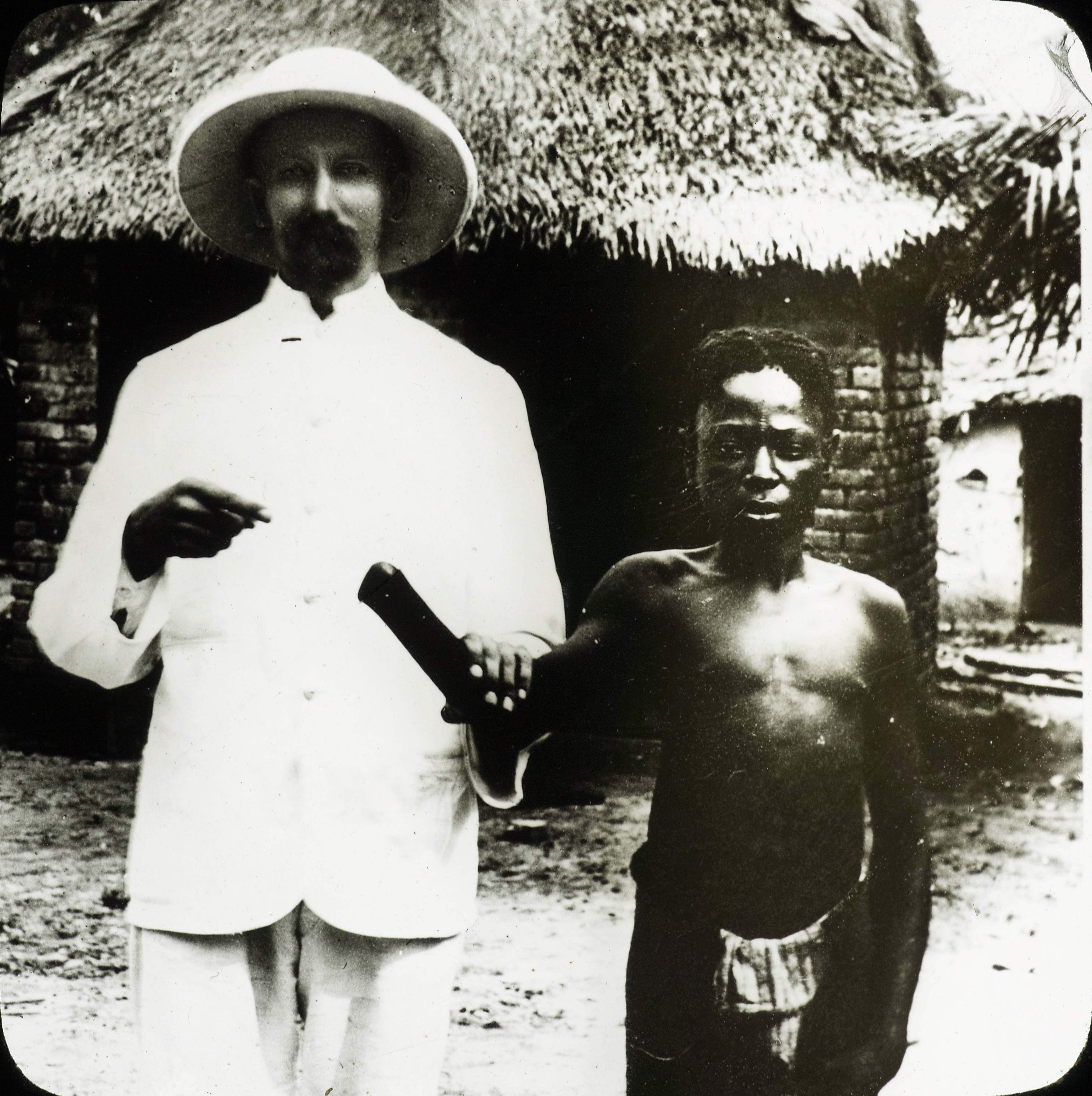
Uma vítima das atrocidades dos belgas no Congo, junto a um missionário (ca. 1890-1910)

Leopoldo acumulou uma enorme fortuna pessoal com a exploração de recursos naturais do Estado Livre do Congo, a princípio, graças à exportação do marfim, mas esta não rendia tanto quanto se esperava. Quando a demanda global por borracha explodiu, sua atenção se voltou para a coleta trabalho-intensiva da seiva das plantas da borracha. Abandonando as promessas da Conferência de Berlim, realizada entre 1884 e 1885, o governo do Estado Livre do Congo restringiu o acesso de estrangeiros e passou a explorar o trabalho forçado dos nativos, com amplo recurso a espancamentos, matanças e  mutilações, quando as cotas de produção não eram alcançadas. O missionário John Hobbis Harris, que trabalhava em Baringa (na atual província de Tshuapa), ficou tão chocado com o que se deparou por lá que escreveu ao principal agente de Leopoldo no Congo, dizendo:
"Acabo de voltar da vila de Insongo Mboyo, no interior. A abjeta miséria e o completo abandono são realmente indescritíveis. Fiquei tão comovido, Excelência, com as histórias das pessoas que tomei a liberdade de prometer a elas que, no futuro, Sua Excelência só as mataria por crimes que elas tivessem cometido." 
As estimativas do número de mortos variam de 1 milhão a 15 milhões de pessoas. Tal discrepância se deve à falta de registros precisos. Segundo historiadores Louis e Stengers, a população estimada na época do início da administração de Leopoldo é uma "grosseira adivinhação", e as tentativas de E. D. Morel e outros, no sentido de quantificar a diminuição do contingente populacional, são invencionices.

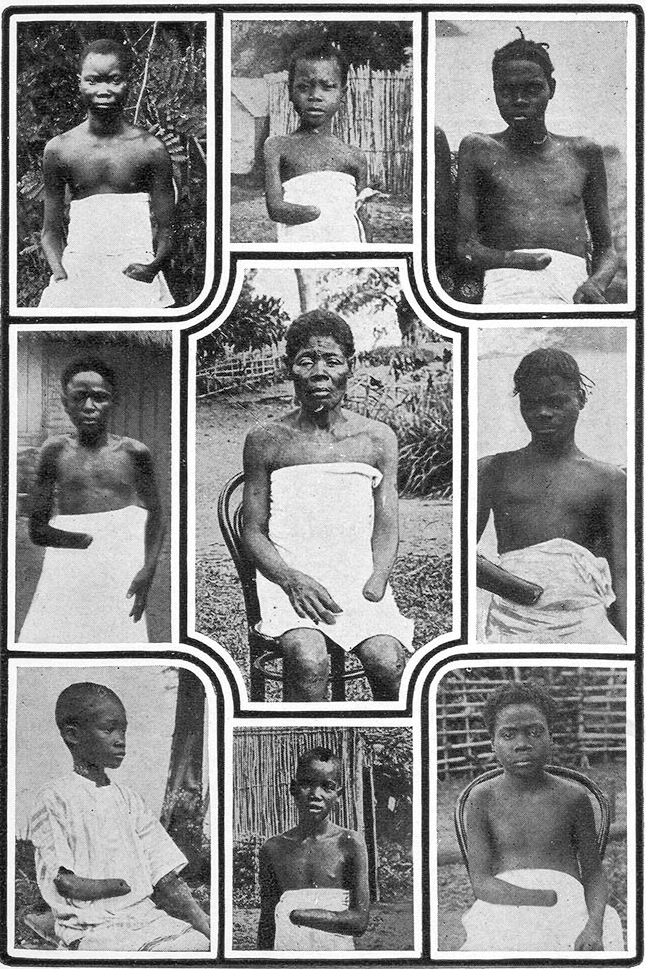
Crianças e adultos mutilados do Estado Livre do Congo.

O escritor Adam Hochschild dedica um capítulo do seu livro, King Leopold's Ghost, ao problema da estimativa do número de vítimas. O autor cita várias linhas de investigação recentes, adotadas pelo antropólogo Jan Vansina e outros, que examinam fontes locais (registros policiais e religiosos, tradição oral, genealogias, diários pessoais e outras), as quais são, em geral, coerentes com a avaliação feita em 1919 pela comissão do governo belga: aproximadamente metade da população pereceu durante o período do Estado Livre do Congo. Considerando-se que, no primeiro censo oficial, feito em 1924, pelas autoridades belgas, a população era de aproximadamente 10 milhões de pessoas, os mortos teriam sido 10 milhões, numa estimativa grosseira.:225–33
Epidemias de varíola e doença do sono também devastaram a população. Em 1896, a tripanossomíase africana matou mais de 5 000 pessoas, na aldeia de Lukolela, às margens do rio Congo. As estatísticas de mortalidade foram obtidas pelos esforços do cônsul britânico Roger Casement, que encontrou, em Lukolela, por exemplo, apenas 600 sobreviventes da doença, no ano de 1903.
Pesquisas de Lowes e Montero descobriram que as práticas de trabalho coercitivas do rei Leopoldo II para extração de borracha no Estado Livre do Congo tiveram impactos negativos duradouros. Grupos étnicos submetidos à exploração mais intensiva da borracha exibiram desenvolvimento econômico significativamente menor mais de um século depois, impulsionados por interrupções nos sistemas econômicos tradicionais e acumulação de capital humano. Seu trabalho também examinou como a cooptação colonial de chefes locais durante a era da borracha pode ter minado a responsabilidade do líder, vinculando-se a críticas mais amplas às estratégias de governo indireto em toda a África. As políticas opressivas do governo pessoal de Leopoldo são vistas como geradoras de um subdesenvolvimento enraizado, com consequências económicas e políticas duradouras na região.

### Críticas à administração do Estado Livre do Congo

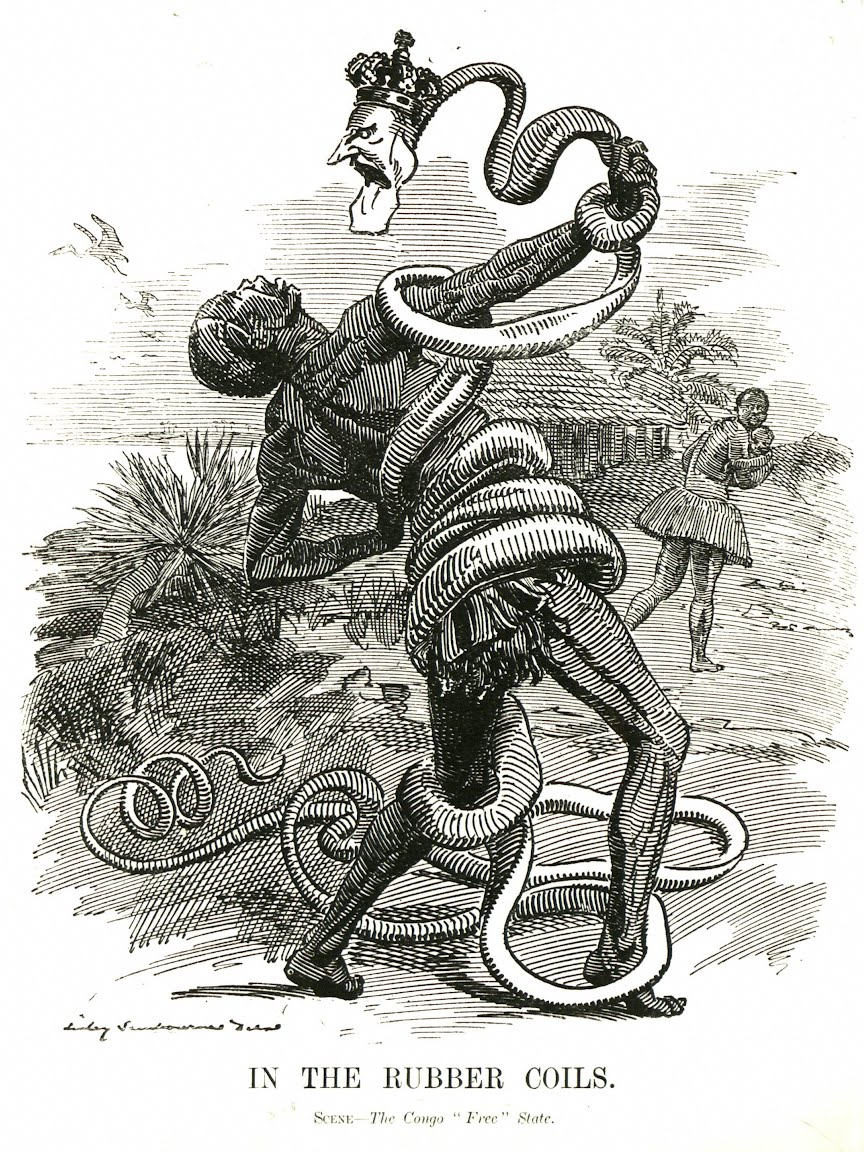
Cartoon de 1906, publicado na Punch, retrata Leopoldo II como uma serpente de borracha enredando um seringueiro congolês.

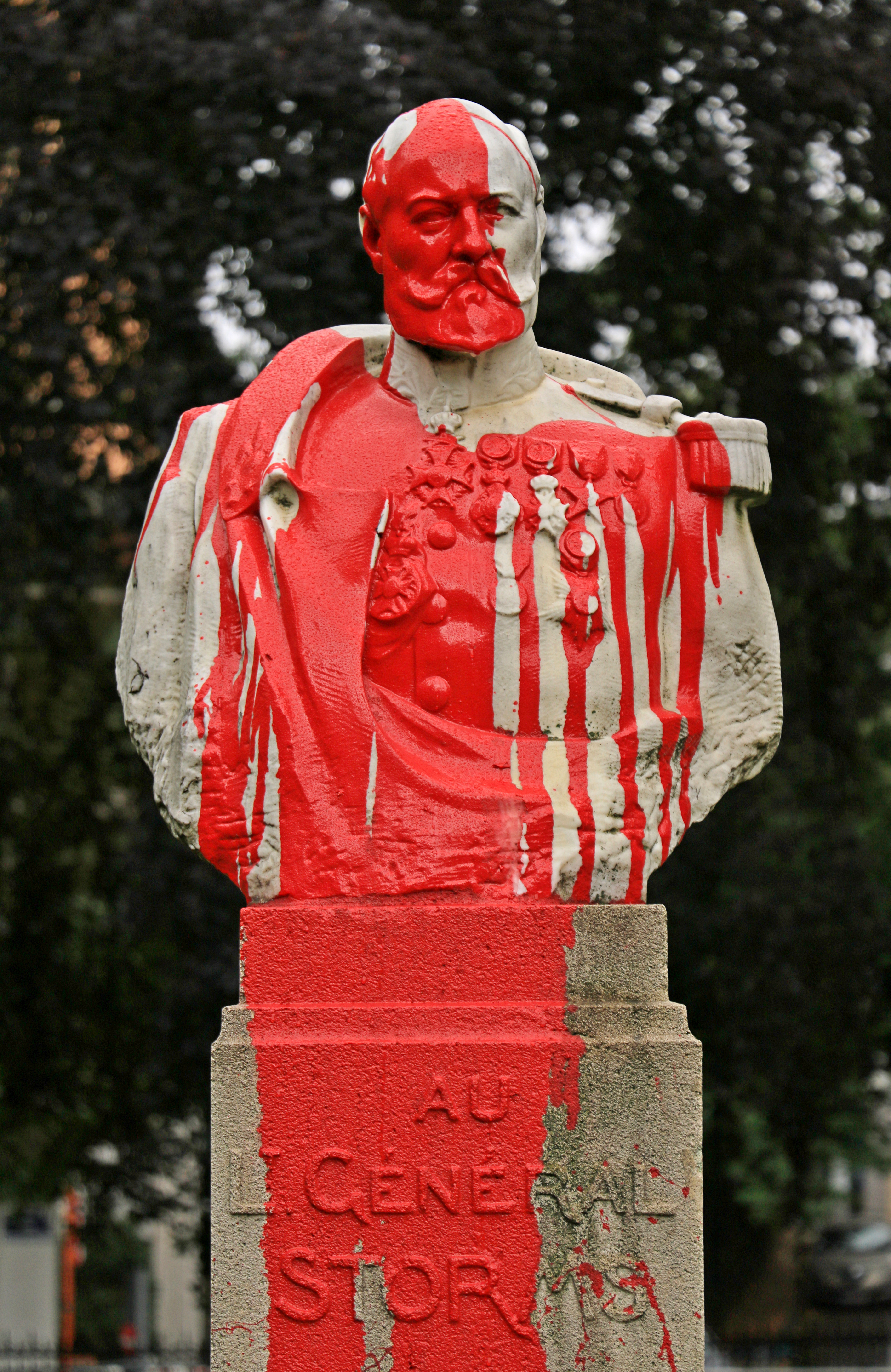
O Monumento ao General Storms em Bruxelas manchado com tinta vermelha.

Estátua equestre de Leopoldo II em Bruxelas.

A partir de 1884, no entanto, uma intensa guerra de propaganda foi travada, na mídia internacional, entre Leopoldo II e os críticos do Estado Livre do Congo. Leopoldo foi muito astuto no uso dos meios de comunicação para defender seu controle privado do Congo; do outro lado, o jornalista britânico Edmund Dene Morel movia uma forte campanha contra ele, chamando a atenção do público para a violência dos belgas contra a população congolesa. Morel usou os meios de comunicação de massa disponíveis na época, desde jornais e panfletos até livros, para divulgar evidências - incluindo relatos de testemunhas oculares e fotos obtidas por missionários, entre outros elementos - sobre as crueldades a que eram submetidos os nativos. Quando Morel ganhou apoiadores famosos, a publicidade negativa acabou por forçar Leopold a deixar o controle do Congo para o Estado belga, ao qual Leopoldo doaria a maior parte de suas propriedades, em 1900. O jornalista norte-americano Adam Hochschild, em seu livro King Leopold's Ghost, aponta o "grande esquecimento", depois que o rei transferiu a posse de sua colônia à Bélgica. Hochschild lembra que, em sua visita ao Museu Real da África Central, na década de 1990, não se mencionava nada a respeito das atrocidades cometidas no Estado Livre do Congo. Outro exemplo dado pelo autor sobre o "grande esquecimento" é o monumento, localizado em Blankenberge, que mostra um colono "trazendo a civilização" a uma criança negra, aos seus pés. Adam Hochschild dedica um capítulo do seu livro ao problema da estimativa do total de mortes, chegando a um número aproximado de 10 milhões.:Chapter 15, "A Reckoning"
Inspirada por obras tais como O Coração das Trevas (1902), de Joseph Conrad - originalmente publicado, em três partes, pela Blackwood's Magazine (1899) e baseado na experiência de Conrad, 12 anos antes, quando percorreu o rio Congo como capitão de um navio a vapor -, a crítica internacional ao regime de Leopoldo cresceu e mobilizou a opinião pública. Relatos de uma exploração ultrajante e de violações generalizadas dos direitos humanos levaram a Coroa Britânica a determinar que fosse realizada uma investigação, pelo seu cônsul no país, Roger Casement. Os resultados das extensas viagens do diplomata e das entrevistas que realizou na região foram apresentados no chamado Casement Report, que contém detalhes sobre violações e abusos cometidos pelo regime de Leopoldo.  :250–260 Seguiu-se uma guerra de propaganda entre Leopoldo II e os críticos do Estado Livre do Congo. Na Grã-Bretanha, o ex-despachante portuário E. D. Morel, com apoio de Casement, fundou a  Congo Reform Association ("Associação Reforma do Congo"), que foi o primeiro  movimento de massa em defesa dos direitos humanos. Seus apoiadores incluíam o escritor americano Mark Twain, cuja sátira mordaz, intitulada King Leopold's Soliloquy ("Solilóquio do Rei Leopoldo"), mostra Leopoldo explicando que a introdução do Cristianismo no país seria muito mais relevante do que um pouco de inanição. Twain usa as palavras do próprio Leopoldo contra ele próprio.
O escritor Arthur Conan Doyle também critica o rubber regime ("regime da borracha") em seu livro O Crime do Congo, de 1908, escrito para apoiar o trabalho da Congo Reform Association. No livro, Doyle compara o regime de Leopoldo ao regime britânico na Nigéria, argumentando que a decência requeria que aqueles que governavam povos primitivos se preocupassem primeiramente com a sua promoção intelectual e espiritual, e não com aquilo que poderiam extrair deles. Segundo Hochschild, autor de King Leopold's Ghost, muitas das políticas de Leopoldo, em particular aquelas concernentes aos monopólios coloniais e aos trabalhos forçados, eram influenciadas pelas práticas dos neerlandeses da Companhia das Índias Orientais.:37 Ainda de acordo com Hochschild, métodos similares de trabalho forçado também foram empregados, em alguma medida, por Alemanha, França e Portugal, em cujas colônias era explorada a borracha natural.: 280
Críticas e denúncias como as descritas acima, levaram à retirada de uma de suas estátuas, da cidade de Antuérpia, após uma série de protestos em 2020.

### Relações com o Império do Brasil
Leopoldo II seguiu os mesmos objetivos de seu pai em relação ao Império do Brasil. Ele conseguiu o seu objetivo ao casar o seu sobrinho, o príncipe Luís Augusto de Saxe Coburgo Gota com a Princesa Leopoldina do Brasil, filha caçula do Imperador D. Pedro II. Mesmo assim seus planos foram frustrados com a troca, já que ele esperava que Augusto se casasse com a Princesa Isabel, herdeira do trono. Mesmo assim, sua dinastia poderia legalmente reclamar o trono, caso Isabel não tivesse herdeiros (ela levou dez anos para gerar o primeiro filho), e isso o animou. O Príncipe Pedro-Augusto de Saxe-Coburgo e Bragança (primeiro nascido de Augusto e Leopoldina) foi levado ao Rio de Janeiro como o até então herdeiro aparente direto ao trono brasileiro, e as ambições da Casa de Saxe-Coburgo-Gota foram quase alcançadas, sendo afinal frustradas por completo, diante da queda do Império do Brasil, com a Proclamação da República.

## Morte

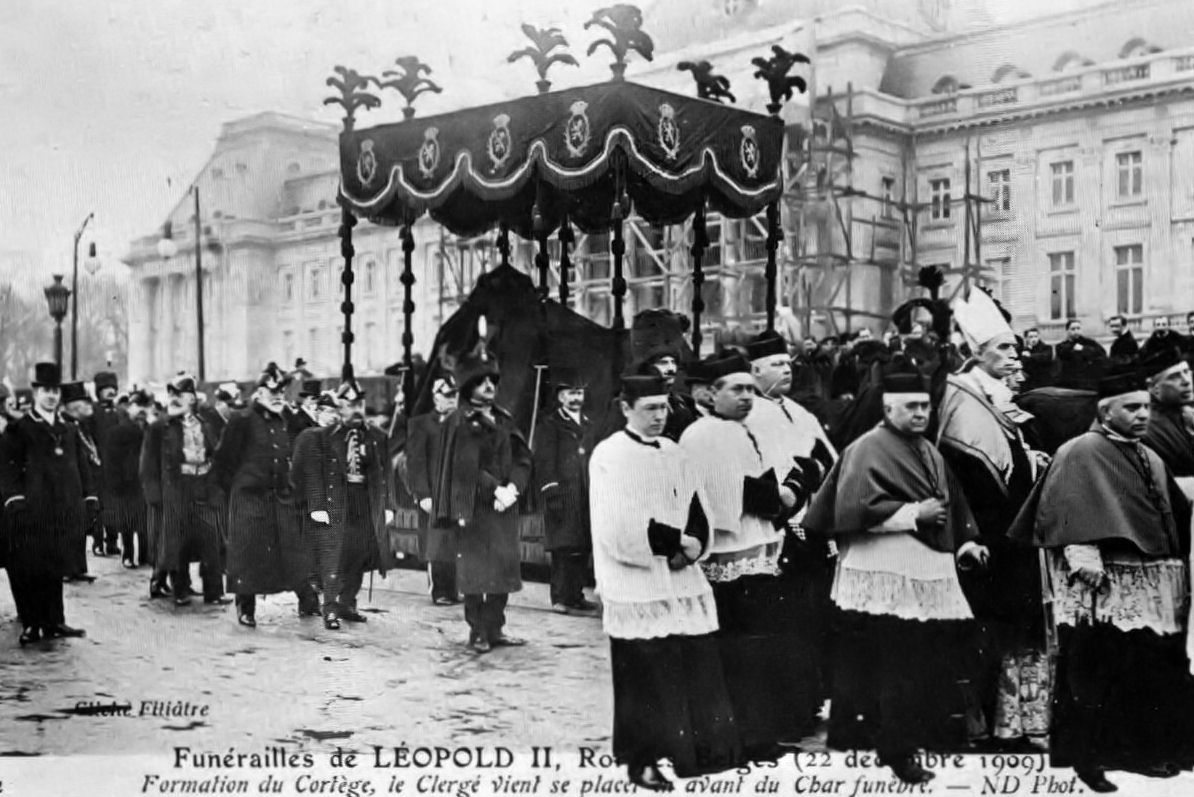
O cortejo fúnebre de Leopoldo II passa pelo inacabado Palácio Real de Bruxelas, 22 de dezembro de 1909

Em 17 de dezembro de 1909, Leopoldo II faleceu aos 74 anos de idade de uma embolia, e a coroa belga passou para Alberto I , filho do irmão de Leopoldo, Filipe, Conde de Flandres, seu cortejo fúnebre foi vaiado pela multidão em desaprovação de seu governo. Seu corpo foi enterrado na câmara mortuária real da Igreja de Nossa Senhora de Laeken, no Cemitério de Laeken.

## Títulos, estilos, honras e brasões

Monograma de Leopoldo

### Títulos e estilos
- 9 de abril de 1835 – 16 de dezembro de 1840: "Sua Alteza Real, o Príncipe Herdeiro da Bélgica, Príncipe de Saxe-Coburgo-Gota"
- 16 de dezembro de 1840 – 17 de dezembro de 1865: "Sua Alteza Real, o Duque de Brabante, Príncipe de Saxe-Coburgo-Gota" [23]
- 17 de dezembro de 1865 – 17 de dezembro de 1909: "Sua Majestade, o Rei dos Belgas"
  - no Congo: 1 de julho de 1885 – 15 de novembro de 1908: "Sua Majestade Sereníssima, o Soberano do Estado Livre do Congo"[24][25]

### Honras
Nacionais
- Grão-Mestre da Ordem de Leopoldo.
- Grão-Mestre da Ordem da Coroa.
- Grão-Mestre da Ordem de Leopoldo II.
- Grão-Mestre da Real Ordem do Leão.
- Grão-Mestre da Ordem da Estrela Africana.

Estrangeiras:
- Grã-Cruz da Ordem de Alberto, o Urso
- Cavaleiro da Ordem do Tosão de Ouro
- Grã-Cruz da Ordem de Santo Estêvão
- Cavaleiro da Ordem da Fidelidade
- Grã-Cruz da Ordem do Leão de Zähringer
- Cavaleiro da Ordem de São Humberto
- Grã-Cruz da Imperial Ordem do Cruzeiro do Sul
- Grã-Cruz da Imperial Ordem de Pedro Primeiro
- Grã-Cruz da Real Ordem do Camboja
- Cavaleiro da Ordem do Elefante
- Grã-Cruz da Ordem do Selo de Salomão
- Grã-Cruz da Ordem da Casa Saxe-Ernestina
- Grã-Cruz da Legião de Honra
- Grã-Cruz da Ordem do Salvador
- Cavaleiro da Ordem de São Jorge
- Grã-Cruz da Real Ordem de Kamehameha I
- Cavaleiro da Ordem do Leão Dourado
- Grã-Cruz da Ordem de Luís
- Colar da Ordem do Crisântemo
- Comendador da Ordem Humana da Redenção Africana
- Grã-Cruz da Ordem Soberana e Militar de Malta
- Grã-Cruz da Ordem da Casa da Coroa Wendish
- Grã-Cruz da Ordem dos Grifos
- Grã-Cruz da Imperial Ordem da Águia Mexicana
- Grã-Cruz da Ordem de São Carlos
- Grã-Cruz da Ordem Neerlandesa do Leão
- Grã-Cruz da Ordem do Duque Pedro Federico Luís
- Grã-Cruz da Ordem de São Carlos
- Ordem do Medjidie (Primeira Classe)
- Ordem de Osmanieh (Primeira Classe)
- Ordem de Hanedan-i-Ali-Osman
- Grande Cordão da Ordem do Leão e do Sol
- Ordem do Augusto Retrato
- Grã-Cruz da Ordem da Torre e Espada
- Grã-Cruz da Ordem de Cristo
- Cavaleiro da Ordem da Águia Negra
- Grã-Cruz da Ordem da Águia Vermelha
- Comendador da Ordem da Casa de Hohenzollern
- Ordem da Ordem do Dragão Duplo (Primeira Classe)
- Grã-Cruz da Ordem de Carlos I
- Cavaleiro de todas as Ordens de Cavalaria da Rússia
- Grã-Cruz da Ordem de San Marino
- Cavaleiro da Ordem Suprema da Santíssima Anunciação
- Cavaleiro da Ordem dos Santos Maurício e Lázaro
- Grã-Cruz da Ordem do Falcão Branco
- Cavaleiro da Ordem da Coroa de Ruda
- Grã-Cruz da Ordem da Cruz de Takovo
- Cavaleiro da Ordem da Casa Real de Chakri
- Grã-Cruz da Ordem do Elefante Branco
- Grã-Cruz da Ordem de Carlos III
- Cavaleiro da Ordem do Serafim
- Grã-Cruz da Ordem de Santo Olavo
- Grã-Cruz da Ordem de São José
- Grã-Cruz da Ordem de São Fernando e do Mérito
- Cavaleiro da Ordem da Jarreteira
- Grã-Cruz da Ordem do Libertador
- Grã-Cruz da Ordem da Coroa de Württemberg

### Brasões
| Brasão de Leopoldo como Rei dos Belgas | Brasão de Leopoldo como Soberano do Estado Livre do Congo |